# Станчук, Катажина
Катажина Станчук (пол. Katarzyna Stanczuk; род. 25 июня 1999) — польская шашистка. Серебряный призёр чемпионата мира по международным шашкам среди команд (2024) и бронзовый призёр чемпионата мира по международным шашкам среди команд (2022), чемпионка Польши по международным шашкам среди женщин 2021 года, серебряный призёр 2018, 2019 и 2024 годов, бронзовый призёр  (2016, 2020, 2022).
Мастер ФМЖД среди женщин.
Выступает за клуб LKS Olymp Błonie.

## Спортивная карьера
2016
Всемирные интеллектуальные игры ИМСА, 25.02-3.03.2016, Хуайань (Китай) — 20 место в блице, 19 место — в рапиде, 13 место в суперблице
Участница Кубка Мира (этапы в Испании Salou Open 2016, в Польше Polish Open Karpacz 2016)
Чемпионат Польши по международным шашкам среди женщин — 3 место
Чемпионат Европы по международным шашкам среди женщин 2015 (рапид) — 11 место.
Чемпионат Польши по международным шашкам среди женщин 2015 — 4 место.